# Мерсер, Сэм
Сэм Мерсер (англ. Sam Mercer) — продюсер многих голливудских фильмов, включая несколько проектов, снятых М. Найтом Шьямаланом, таких как «Знаки», «Девушка из воды» и «Неуязвимый», и также очень известных фильмов как «Ван Хельсинг» и «То, что мы потеряли». Его карьера начиналась в 1980-х как исполнительный продюсер. Он также был продюсером последних фильмов М. Найта Шьямалана: «Явление» и «Повелитель стихий».

## Фильмография
| Год  | Фильм                | Режиссёр         | Примечания                                                                                      |
| ---- | -------------------- | ---------------- | ----------------------------------------------------------------------------------------------- |
| 1995 | Конго                | Фрэнк Маршалл    | Номинация на «Золотую малину» за худший фильм                                                   |
| 1999 | Шестое чувство       | М. Найт Шьямалан | Исполнительный продюсер Номинация на «Оскар» за лучший фильм Номинация на BAFTA за лучший фильм |
| 2000 | Миссия на Марс       | Брайан Де Пальма | Исполнительный продюсер                                                                         |
| 2000 | Неуязвимый           | М. Найт Шьямалан |                                                                                                 |
| 2002 | Знаки                | М. Найт Шьямалан |                                                                                                 |
| 2004 | Ван Хельсинг         | Стивен Соммерс   | Исполнительный продюсер                                                                         |
| 2004 | Таинственный лес     | М. Найт Шьямалан |                                                                                                 |
| 2005 | Морпехи              | Сэм Мендес       | Исполнительный продюсер                                                                         |
| 2006 | Девушка из воды      | М. Найт Шьямалан | Номинация на «Золотую малину» за худший фильм                                                   |
| 2007 | То, что мы потеряли  | Сюзанна Бир      |                                                                                                 |
| 2008 | Явление              | М. Найт Шьямалан | Номинация на «Золотую малину» за худший фильм                                                   |
| 2010 | Повелитель стихий    | М. Найт Шьямалан | Премия «Золотая малина» за худший фильм                                                         |
| 2010 | Дьявол               | Джон Эрик Доудл  |                                                                                                 |
| 2012 | Белоснежка и охотник | Руперт Сандерс   |                                                                                                 |